# Dommartin (Ain)
Pour les articles homonymes, voir Dommartin.
Dommartin est une ancienne commune française, située dans le département de l'Ain en région Auvergne-Rhône-Alpes. Le 1er janvier 2018, la commune fusionne avec Bâgé-la-Ville pour donner la commune nouvelle de Bâgé-Dommartin,.

## Géographie

Carte du territoire de la commune.

### Localisation
Dommartin est une commune française rurale située dans le sud de la Bresse, dans le département de l'Ain à 16 kilomètres à l'est de Mâcon, à 30 km à l'ouest de Bourg-en-Bresse, à 82 km au nord de Lyon et à 398 km au sud de Paris. Elle appartient à l'arrondissement de Bourg-en-Bresse et au canton de Replonges.
La population n'est pas concentrée en un lieu mais est dispersée dans différents lieux-dits tels que Coberthoud, La Route, La Borne, Longecour, Montcrozier, Croix Blanche et le centre du village.

### Communes limitrophes

Localisation de la commune dans l'Ain et le canton de Vonnas.

| Chevroux                       | Boissey                | Boissey       |
| Bâgé-la-Ville (Bâgé-Dommartin) | Dommartin              | Marsonnas     |
| Bâgé-la-Ville (Bâgé-Dommartin) | Saint-Didier-d'Aussiat | Saint-Sulpice |

### Points extrêmes
- Nord : La Pérouze, 46° 21′ 34″ N, 4° 58′ 59″ E
- Est : La Fay, 46° 19′ 53″ N, 5° 02′ 07″ E
- Sud : Taillargot, 46° 18′ 50″ N, 5° 00′ 29″ E
- Ouest : Longecour, 46° 19′ 46″ N, 4° 57′ 50″ E

### Hydrographie

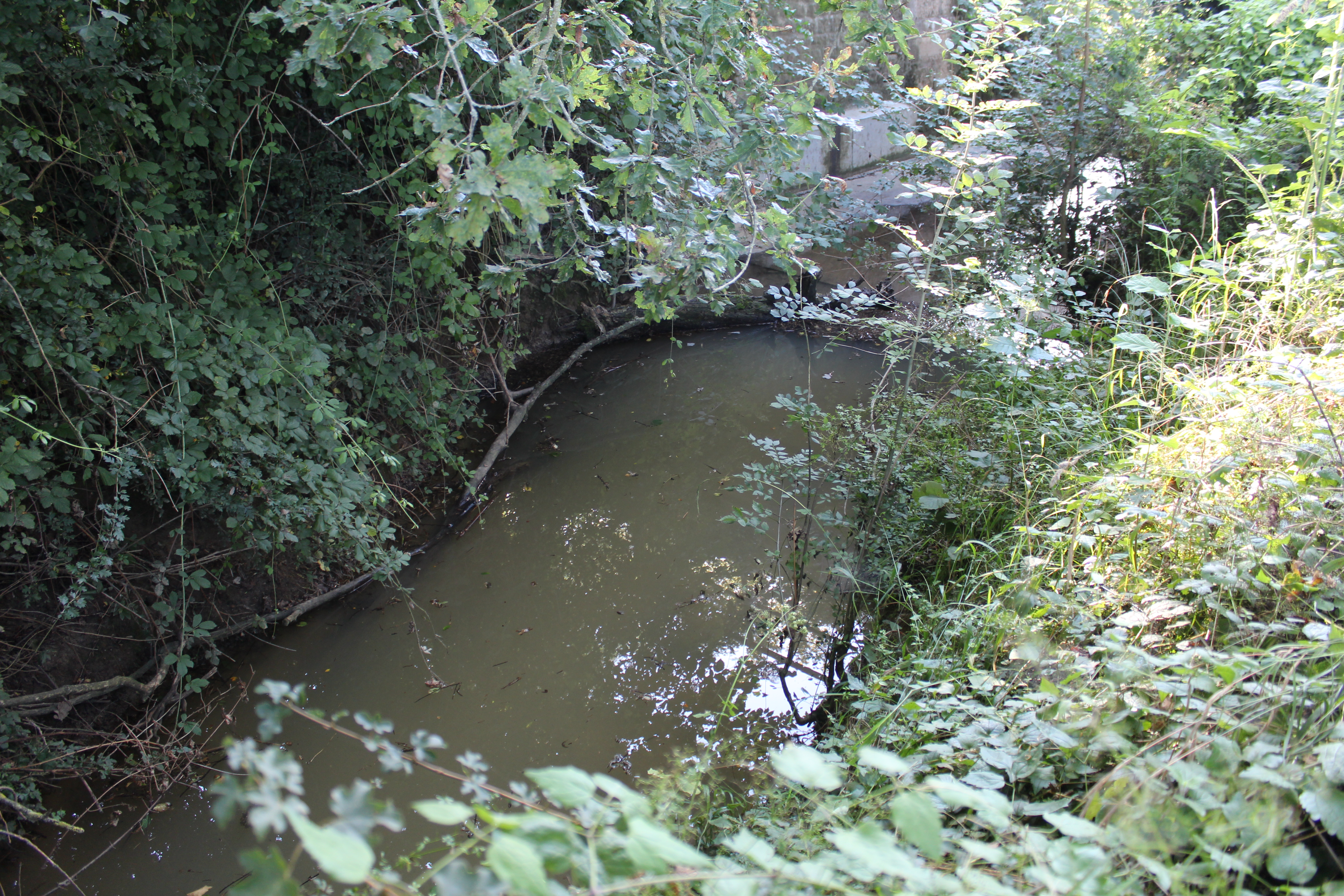
La Loëze à Longecour.

Dans le sud-ouest de la commune, on trouve la Loëze qui continue son cours à Bâgé-la-Ville avant de se jeter dans la Saône. Le ruisseau de la Loëze, différent la rivière précédemment citée prend sa source à Saint-Sulpice, puis traverse l'est de Dommartin. Au nord de la commune, il rencontre le bief de Neuville d'Orsin qui forme la frontière ouest de la commune qu'elle partage avec Boissey et Marsonnas. Après le confluent de ses deux biefs, le ruisseau devient le bief de la Pérouse.
Au sud du bourg, on trouve l'étang du Chanay qui existe depuis peu, il permet la pratique de la pêche.

### Climatologie
Le climat est un climat tempéré à légère tendance continentale. Le village a les relevés de Mâcon, la station de référence, étant donné la proximité entre les deux lieux.
Les valeurs climatiques de 1981 à 2010 sont les suivantes :
| Mois                              | jan. | fév. | mars  | avril | mai   | juin  | jui.  | août  | sep.  | oct.  | nov. | déc. | année   |
| --------------------------------- | ---- | ---- | ----- | ----- | ----- | ----- | ----- | ----- | ----- | ----- | ---- | ---- | ------- |
| Température minimale moyenne (°C) | 0    | 1    | 3,5   | 6     | 10    | 13,5  | 15,5  | 15    | 11,5  | 8     | 3,5  | 1    | 7,5     |
| Température moyenne (°C)          | 2    | 4,5  | 8     | 11    | 15    | 19    | 21    | 20,5  | 17    | 12    | 7    | 3,5  | 12      |
| Température maximale moyenne (°C) | 5,5  | 8    | 12    | 16    | 20    | 24    | 27    | 26    | 22    | 16,5  | 10   | 6    | 16      |
| Ensoleillement (h)                | 61,9 | 91,5 | 154,9 | 182   | 212,9 | 245,3 | 267,7 | 242,4 | 185,6 | 116,9 | 70,3 | 50,5 | 1 881,9 |
| Précipitations (mm)               | 59   | 53   | 49    | 75    | 88    | 75,5  | 71    | 72    | 79,5  | 85,5  | 84   | 70   | 861,5   |

|                      |                      |                           |                                     |                        |                                         |
| Température minimale | Température maximale | Hauteur de précipitations | Nombre de jours avec précipitations | Durée d’ensoleillement | Nombre de jours avec bon ensoleillement |
| 7,4 °C               | 16,1 °C              | 859,3 mm                  | 113,9 j                             | 1881,9 h               | 73,25 j                                 |

### Voies routières

Les axes routiers au sein de la commune.

La route départementale D80 traverse la commune du nord au sud et passe par le bourg. En prenant le sud, les habitants peuvent rejoindre Bâgé-la-Ville et Saint-Cyr-sur-Menthon et en prenant le nord, ils peuvent rejoindre Béréziat. Au niveau départemental, cette voie relie les communes de Saint-Trivier-de-Courtes au nord et de Villars-les-Dombes au sud.
La route départementale D47 entre par le nord-ouest et sort par le sud ouest après avoir traversé le bourg. Elle relie Vonnas à la commune voisine de Chevroux, elle permet de rejoindre Saint-Genis-sur-Menthon par le sud.
La route départementale D28 relie Bâgé-le-Châtel à Montrevel-en-Bresse, elle passe par le lieu-dit La Route. Elle permet aussi de rejoindre Bâgé-la-Ville et Saint-Sulpice.
La route départemental D58a débute vers l'église, continue vers l'ouest puis termine au sud du bourg de Manziat.
Aucune autoroute ne traverse la commune mais l'autoroute A40 (Mâcon - Genève), passe à proximité au sud. Elle traverse la commune voisine de Saint-Genis-sur-Menthon.

### Transport ferroviaire

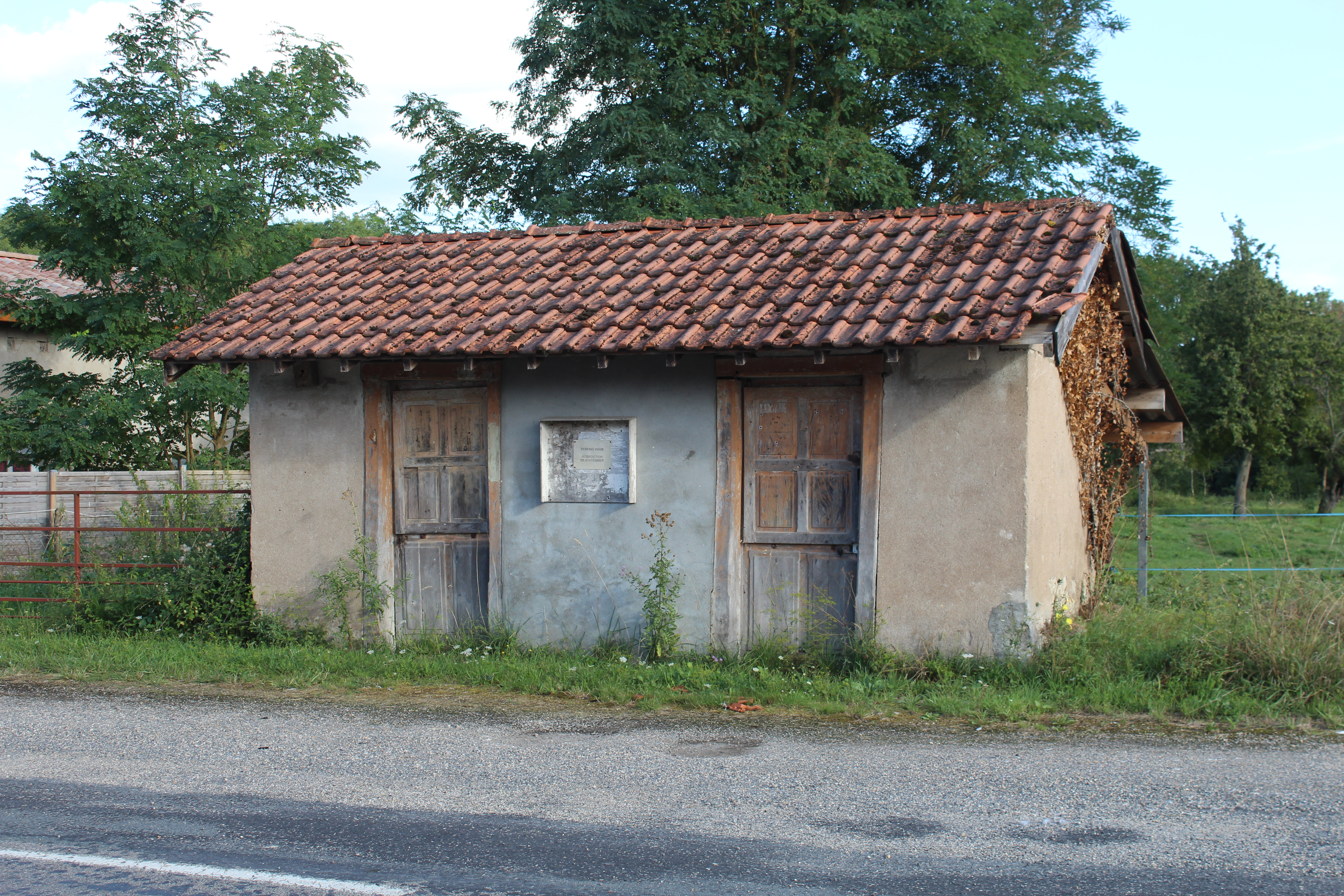
Gare de Coberthoud.

Entre 1911 et 1913, la ligne de Bourg à Replonges, gérée par la Compagnie des Tramways de l'Ain et longue de 75km,, fut construite pour assurer des liaisons entre les préfectures de l'Ain et de Saône-et-Loire. Une halte était érigée au hameau de Coberthoud qui fut par la suite transformée en gare en 1924 aux frais de la commune. Elle était située le long de la route départementale D28. Victime du progrès, la ligne fermera en 1937.

## Toponymie

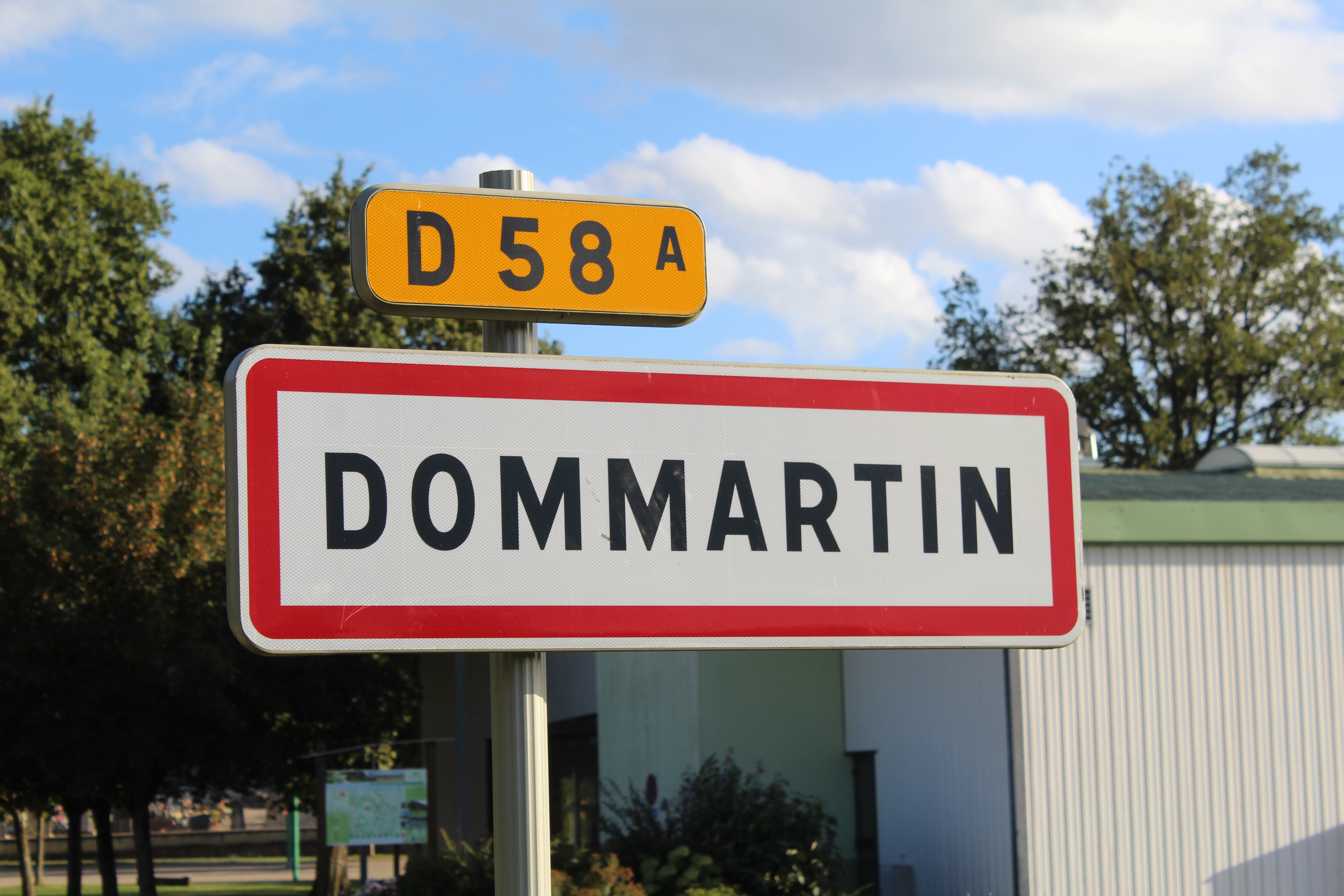
Panneau d'entrée du village.

### Attestations anciennes
La première mention que l'on a de la commune date de 1100 et se trouve dans le recueil des chartes de Cluny où la commune est nommée Domno Martino. Le siècle d'après, en 1272, Domnus Martinus de Larona se trouve dans les titres de Laumusse tandis qu'est mentionné Donno-Martino en 1279. Les titres de Laumusse évoquent une nouvelle fois le village en 1284 sous le nom de Domnus Martinus de Larrenaco.
Vers 1365, on trouve un nom assez différent des autres puisque Sanctus Martinus Larenna est cité dans des sources. Toutefois, en 1401, on retrouve un nom proche des précédents puisque les archives de la Côte-d'Or mentionnent Dompnum Martinum. Un siècle et demi plus tard, en 1548, les pancartes des droits de cire évoquent Dompnus Martinus de Larena mais on retrouve Sanctus Martinus de Larenay en 1587 dans le pouillé de Lyon.
En 1650, le nom du village est Dommartin de Larrenay, le pouillé de Lyon mentionne Dommartin-de-Larnay en 1789. Au début du XXe siècle, la commune était nommée à la fois Dommartin et Dommartin-de-Larenay.

### Étymologie
Le toponyme vient du latin Domno Martin[Information douteuse], où Domno, littéralement seigneur, maître désigne le saint qui est dans ce cas le saint Martin. Ce type de toponyme, qui fait d'un saint le maître et le protecteur d'un lieu et de ses habitants, est particulièrement fréquent au Haut Moyen Âge.

## Histoire
Sur la commune se trouvait l'ancienne seigneurie de Coberthoud, dans la mouvance des sires de Bâgé. Elle est nommée successivement en Corbertoud en 1272, Corbertout en 1283, Corbertoud en 1401 et Cobertout en 1439.
Dans un texte, on apprend que dans la cour de cette maison forte se trouvait une mare près du Champ des veaux.
En 1601, après la fin de la guerre franco-savoyarde qui se termine par le Traité de Lyon, le village appartient à la France avec l'acquisition de celle-ci de la Bresse, du Bugey, du Valromey et du pays de Gex. Elle est par la suite intégrée à la province bourguignonne.
Entre 1790 et 1795, Dommartin était une municipalité du canton de Bâgé-le-Châtel, et dépendait du district de Pont-de-Vaux.
Début 2017, lors de la cérémonie des vœux du maire de Bâgé-la-Ville, il est annoncé qu'un projet de fusion avec la commune est en cours. Le 27 juin 2017, une réunion d'information est organisée au boulodrome pour y présenter les grandes lignes du projet. Lors du conseil municipal de Bâgé-la-Ville du 28 septembre 2017, les conseillers municipaux des deux communes approuvent la création de la commune nouvelle. Le 1er décembre 2017, un arrêté du préfet de l'Ain officialise la création de la commune nouvelle à compter du 1er janvier 2018.

## Politique et administration

### Administration municipale
Le conseil municipal est composé de quinze conseillers municipaux dont le maire et ses trois adjoints.
Ces conseillers sont regroupés dans quinze commissions : communication, finances, urbanisme, assainissement collectif-individuel - environnement, entretien - création des espaces verts, embellissement - décoration sentier pédestre, voirie - numérotation, bâtiments, scolaire - gestion du personnel, bibliothèque municipale, appel d'offres, bureautique - achat du petit matériel divers, boulodrome, fêtes et cérémonies, gestion du cimetière.

### Maires successifs
| Période                                  | Période | Identité              | Étiquette | Qualité       |
| ---------------------------------------- | ------- | --------------------- | --------- | ------------- |
| avant 1981                               | ?       | Georges Pelud         |           |               |
| 1995                                     | 2008    | Michel Pelletier      |           | Réélu en 2001 |
| 2008                                     | 2014    | Jacky Chossat         |           |               |
| 2014                                     | 2018    | Michel Nove-Josserand | SE        | Agriculteur   |
| Les données manquantes sont à compléter. |         |                       |           |               |

| Période      | Période  | Identité               | Étiquette | Qualité |
| ------------ | -------- | ---------------------- | --------- | ------- |
| janvier 2018 | mai 2020 | Michel Nove-Josserand  |           |         |
| mai 2020     | En cours | Marie-Pierre Gautheret |           |         |

### Intercommunalité
Jusqu'au 31 décembre 2016, Dommartin appartenait à la communauté de communes du pays de Bâgé, intercommunalité créée le 1er janvier 1998 à la suite de la dissolution du SIVOM du canton de Bâgé créé en 1972. Ce jour de 1998 vit aussi la disparition de Saint-Laurent-sur-Saône qui rejoint alors la communauté d'agglomération du Mâconnais - Val-de-Saône. Depuis le 1er janvier 2017, la commune est intégrée à la nouvelle communauté de communes du pays de Bâgé et de Pont-de-Vaux. Cette dernière regroupe les communes de l'ancienne intercommunalité à celles du canton de Pont-de-Vaux. La structure devient communauté de communes Bresse et Saône le 13 décembre de la même année.
Une autre structure regroupe l'intercommunalité à d'autres de la région. Le syndicat mixte Bresse Val de Saône, créé en 1995, regroupe 40 communes,. Son but est de négocier les procédures que proposent l'Union européenne, l'État ou la région Auvergne-Rhône-Alpes qui pourraient développer un territoire plus vaste que la simple communauté de communes.
Enfin, comme la totalité des communes du département de l'Ain, le village appartient au syndicat intercommunal d'énergie et de e-communication de l'Ain, organisation fondée le 11 mars 1950. Le syndicat est compétent dans la gestion des réseaux d'électrification, de gaz, de l'éclairage public, de la communication électronique. En plus de ces compétences, la structure accompagne les communes pour qu'elles puissent maîtriser leur consommation d'énergie, gère un système d'information géographique et a mis en place dans le département, par l'intermédiaire de sa régie Réso-Liain, un réseau de fibre optique pour avoir accès à Internet à très haut débit.

### Jumelages
| Bad Waldsee Dommartin |

La communauté de communes du pays de Bâgé dont la commune fait partie est jumelée avec la commune de Bad Waldsee localisée au sud de la Bavière ( Allemagne) depuis 1991.

## Population et société

### Démographie
L'évolution du nombre d'habitants est connue à travers les recensements de la population effectués dans la commune depuis 1793. Pour les communes de moins de 10 000 habitants, une enquête de recensement portant sur toute la population est réalisée tous les cinq ans, les populations de référence des années intermédiaires étant quant à elles estimées par interpolation ou extrapolation. Pour la commune, le premier recensement exhaustif entrant dans le cadre du nouveau dispositif a été réalisé en 2007.
En 2018, la commune comptait 890 habitants, en évolution de +2,06 % par rapport à 2012 (Ain : +5,15 %, France hors Mayotte : +2,11 %).
| 1793  | 1800  | 1806 | 1821 | 1831 | 1836 | 1841  | 1846  | 1851  |
| ----- | ----- | ---- | ---- | ---- | ---- | ----- | ----- | ----- |
| 1 027 | 1 050 | 926  | 886  | 897  | 954  | 1 066 | 1 027 | 1 047 |

| 1856  | 1861  | 1866 | 1872 | 1876  | 1881 | 1886 | 1891 | 1896 |
| ----- | ----- | ---- | ---- | ----- | ---- | ---- | ---- | ---- |
| 1 015 | 1 022 | 995  | 957  | 1 033 | 971  | 929  | 925  | 909  |

| 1901 | 1906 | 1911 | 1921 | 1926 | 1931 | 1936 | 1946 | 1954 |
| ---- | ---- | ---- | ---- | ---- | ---- | ---- | ---- | ---- |
| 917  | 919  | 885  | 869  | 856  | 798  | 778  | 768  | 708  |

| 1962 | 1968 | 1975 | 1982 | 1990 | 1999 | 2006 | 2007 | 2012 |
| ---- | ---- | ---- | ---- | ---- | ---- | ---- | ---- | ---- |
| 671  | 598  | 528  | 517  | 537  | 600  | 756  | 778  | 872  |

| 2017 | 2018 | - | - | - | - | - | - | - |
| ---- | ---- | - | - | - | - | - | - | - |
| 892  | 890  | - | - | - | - | - | - | - |

### Enseignement
L'école primaire accueille les élèves de la commune répartis dans cinq classes.
Après le CM2, les élèves sont dirigés vers le collège Roger-Poulnard situé à Bâgé-la-Ville et accueillant les élèves du pays de Bâgé. Après la fin de leur scolarité au collège, les élèves de la commune peuvent intégrer le lycée René Cassin à Mâcon qui est le lycée de secteur.

### Sports

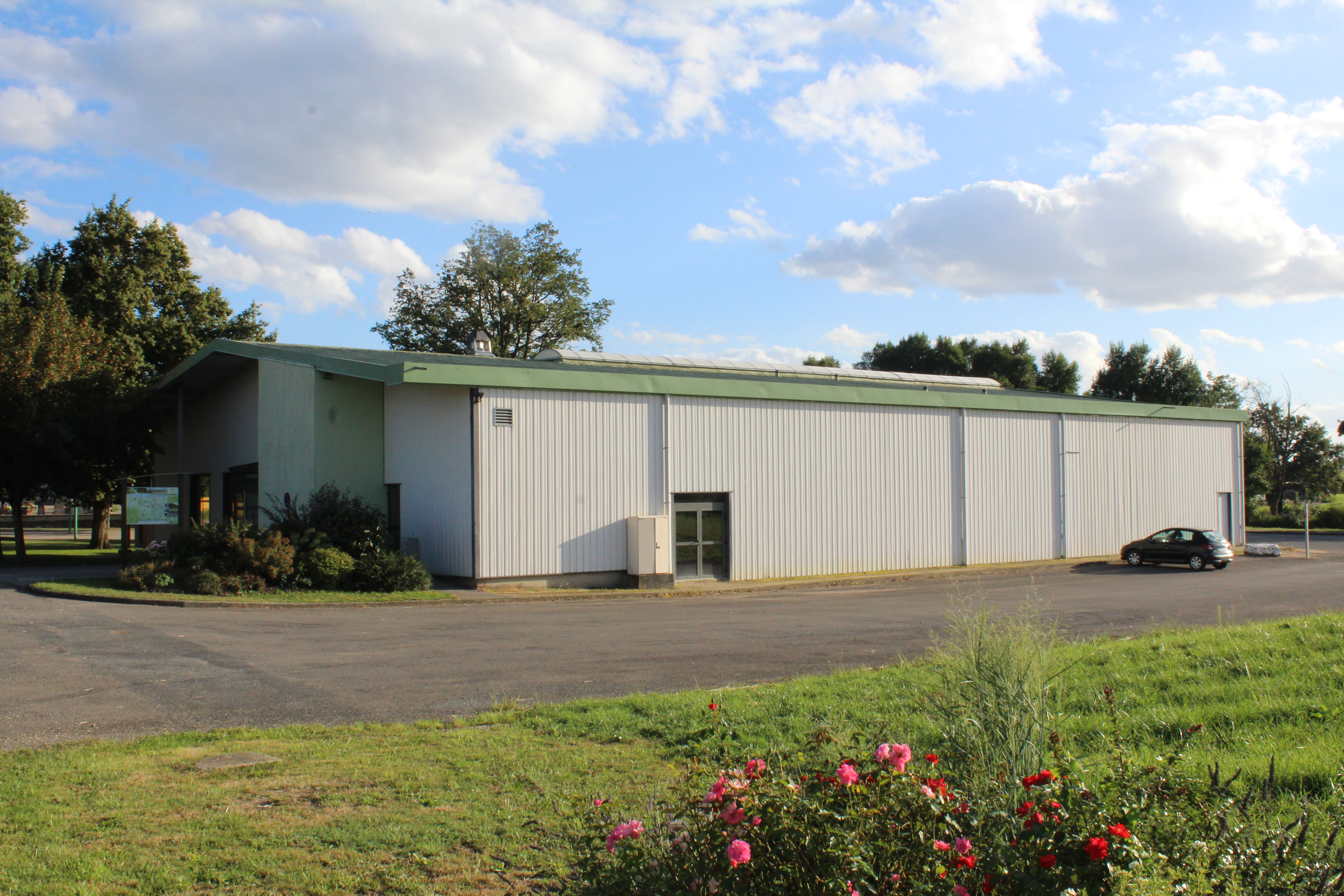
Boulodrome intercommunal.

- L'ASTBD (Association sportive des trois Bâgé Dommartin), plus souvent appelée AS Bâgé, est une association de football regroupant les villages de Bâgé-la-Ville, Bâgé-le-Châtel, Saint-André-de-Bâgé et de Dommartin. Le club reçoit ses adversaires au terrain d'honneur de la commune de Bâgé-le-Châtel.
- Le Tennis club des 3 Bâgé Dommartin est une association de tennis regroupant les mêmes communes que pour l'ASTBD. Il existe des courts de tennis dans le village de Saint-André-de-Bâgé.
- Dommartin possède un boulodrome intercommunal qui accueille l'Union bouliste Dommartin.

### Médias
Le journal Le Progrès propose une édition locale aux communes de l'Ain. Il parait du lundi au dimanche et traite des faits divers, des événements sportifs et culturels au niveau local, national, et international.
Le journal La Voix de l’Ain est un hebdomadaire qui propose des informations locales pour les différentes régions du département de l'Ain.
La chaîne France 3 Rhône Alpes Auvergne est disponible dans la région.

### Numérique
Depuis 2013, la commune dispose du très haut débit avec la fibre optique grâce au réseau public de fibre optique LIAin régi par le syndicat intercommunal d'énergie et de e-communication de l'Ain.

## Culture locale et patrimoine

### Lieux et monuments
- La maison forte de La Pérouse date du XVIe siècle, elle est construite en pans de bois.
- Motte dite « poype de Coberthoud » citée vers 1272[25].
- L'église Saint-Blaise fut construite en 1872. On trouve une Vierge à l’Enfant de l’école bourguignonne du XVe siècle dans une niche, au-dessus du portail.
- La mairie, ancienne école des garçons, comprend un corps central avec deux ailes qui abritaient les classes. La façade possède une petite lucarne avec un œil de bœuf.
- Près de la mairie, le monument aux morts honore les soldats de la commune tués au combat.
- Aux abords des routes, on trouve quelques croix de chemins dont celle de Coberthoud.

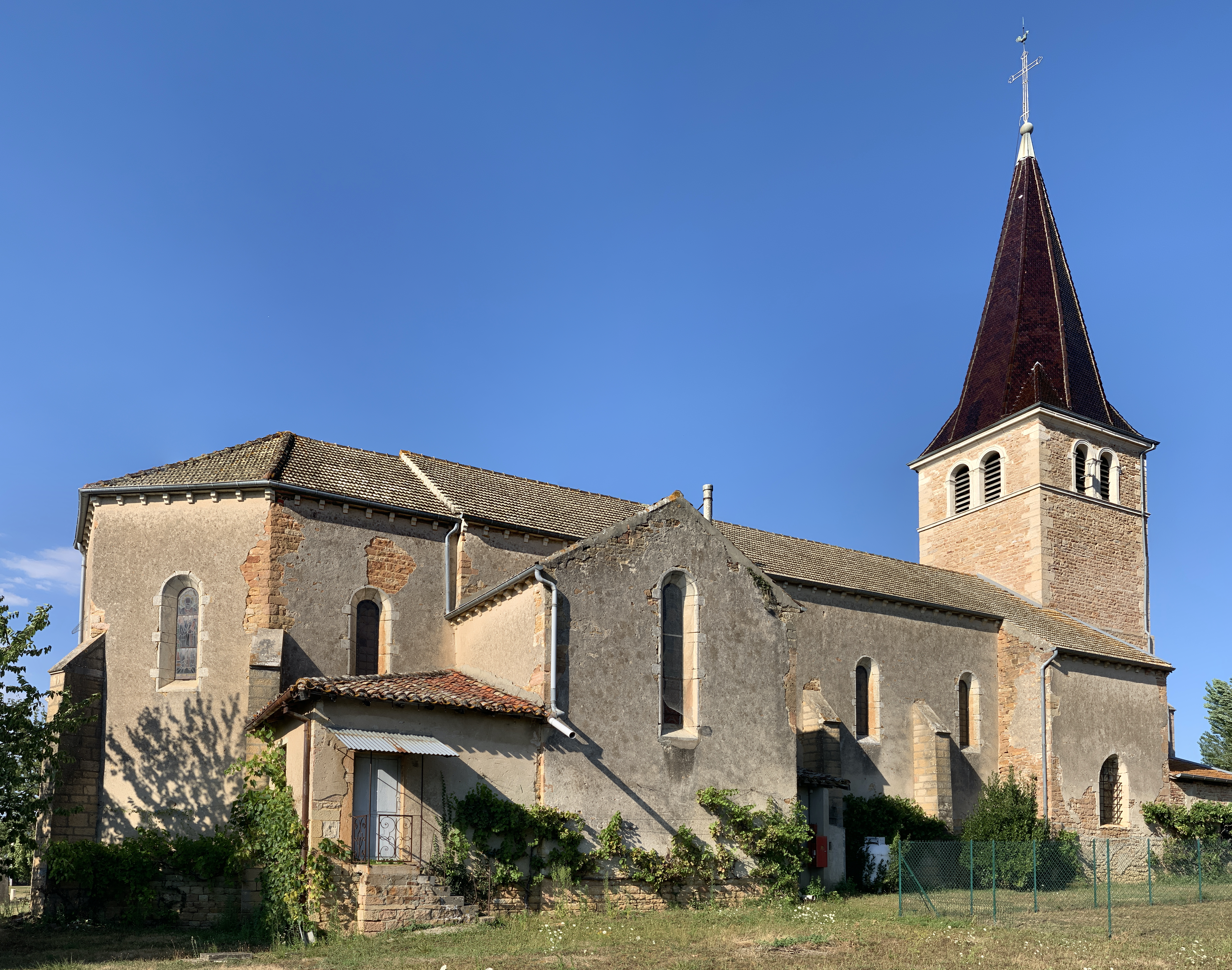
Église Saint-Blaise.
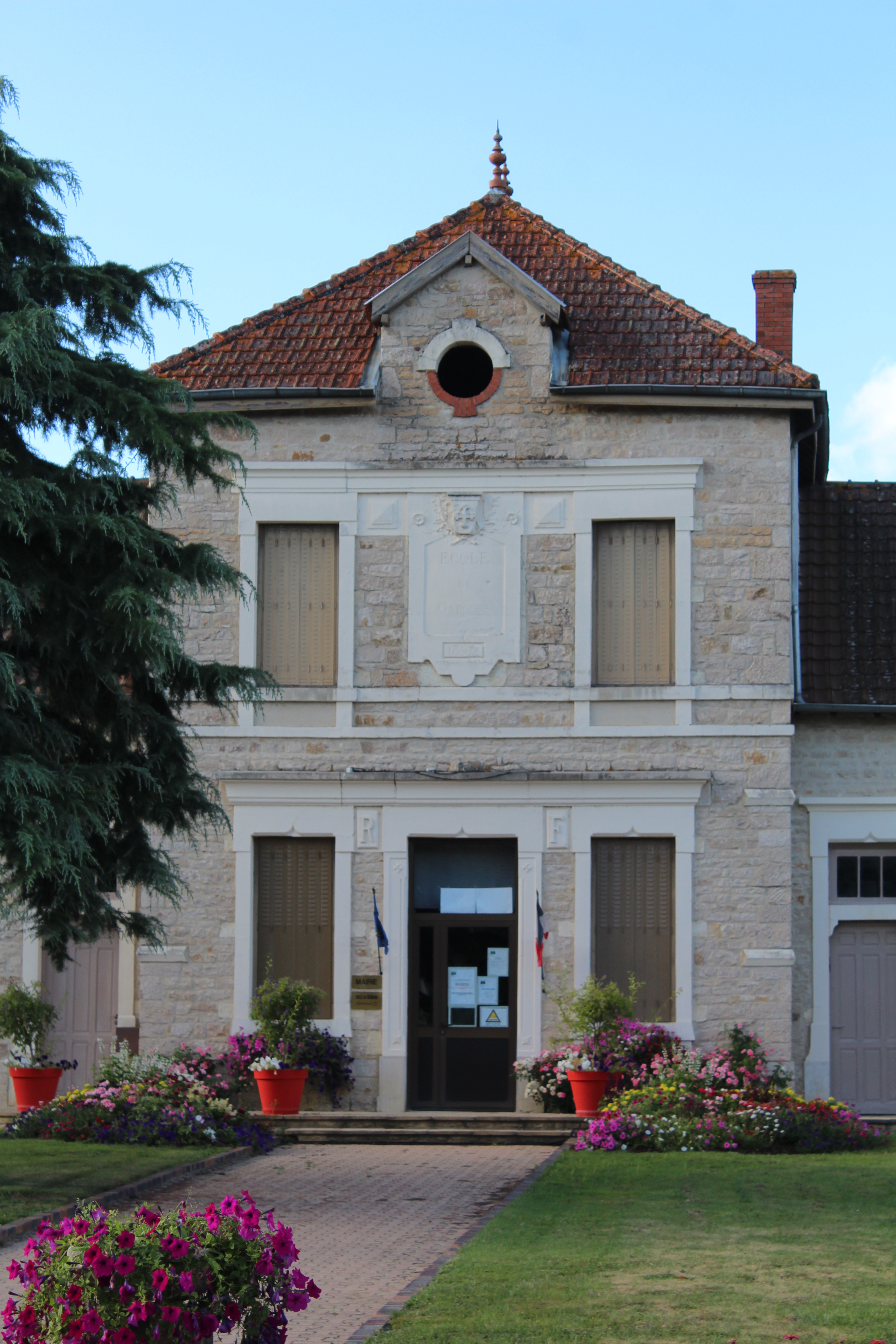
Corps central de la mairie.
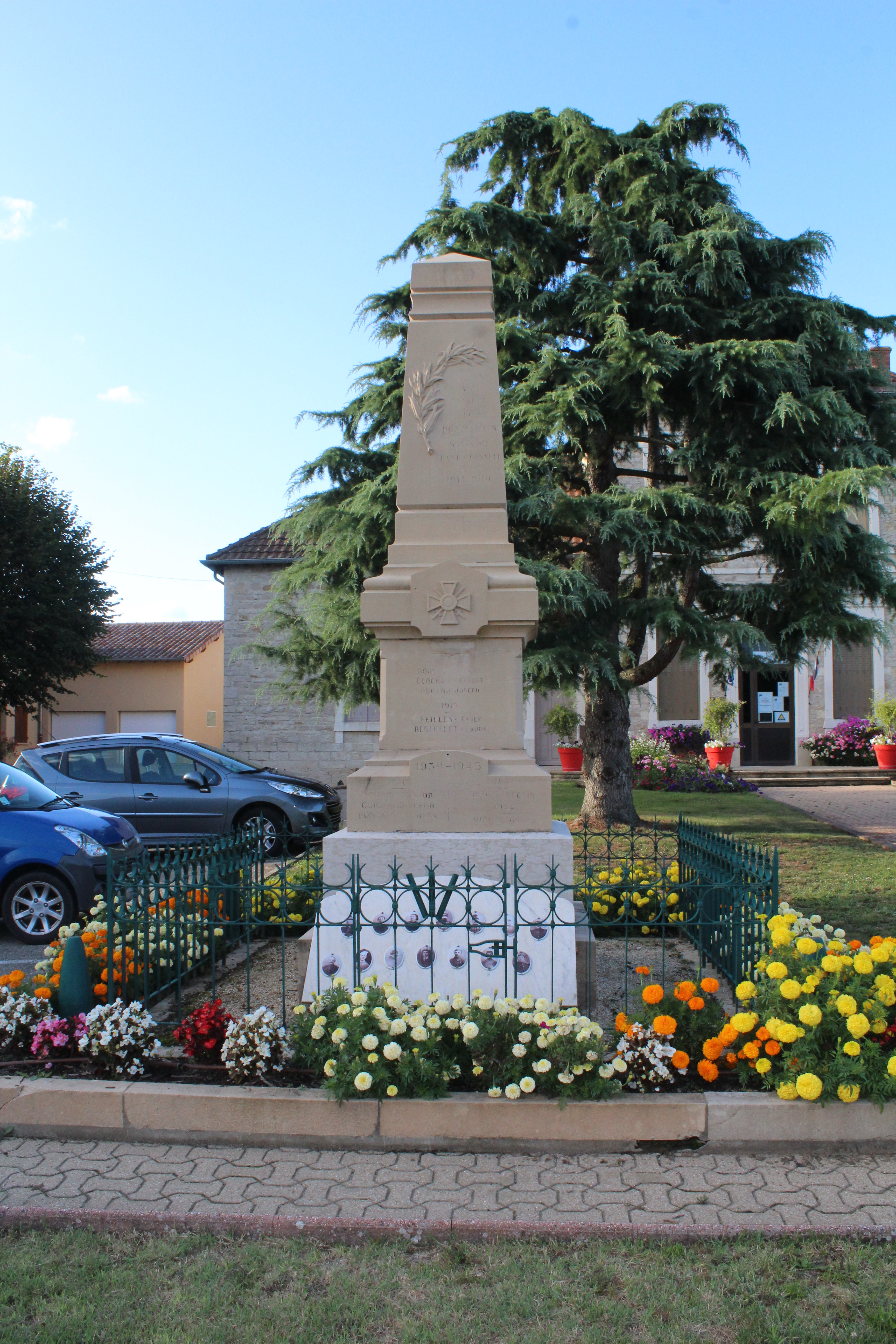
Monument aux morts.
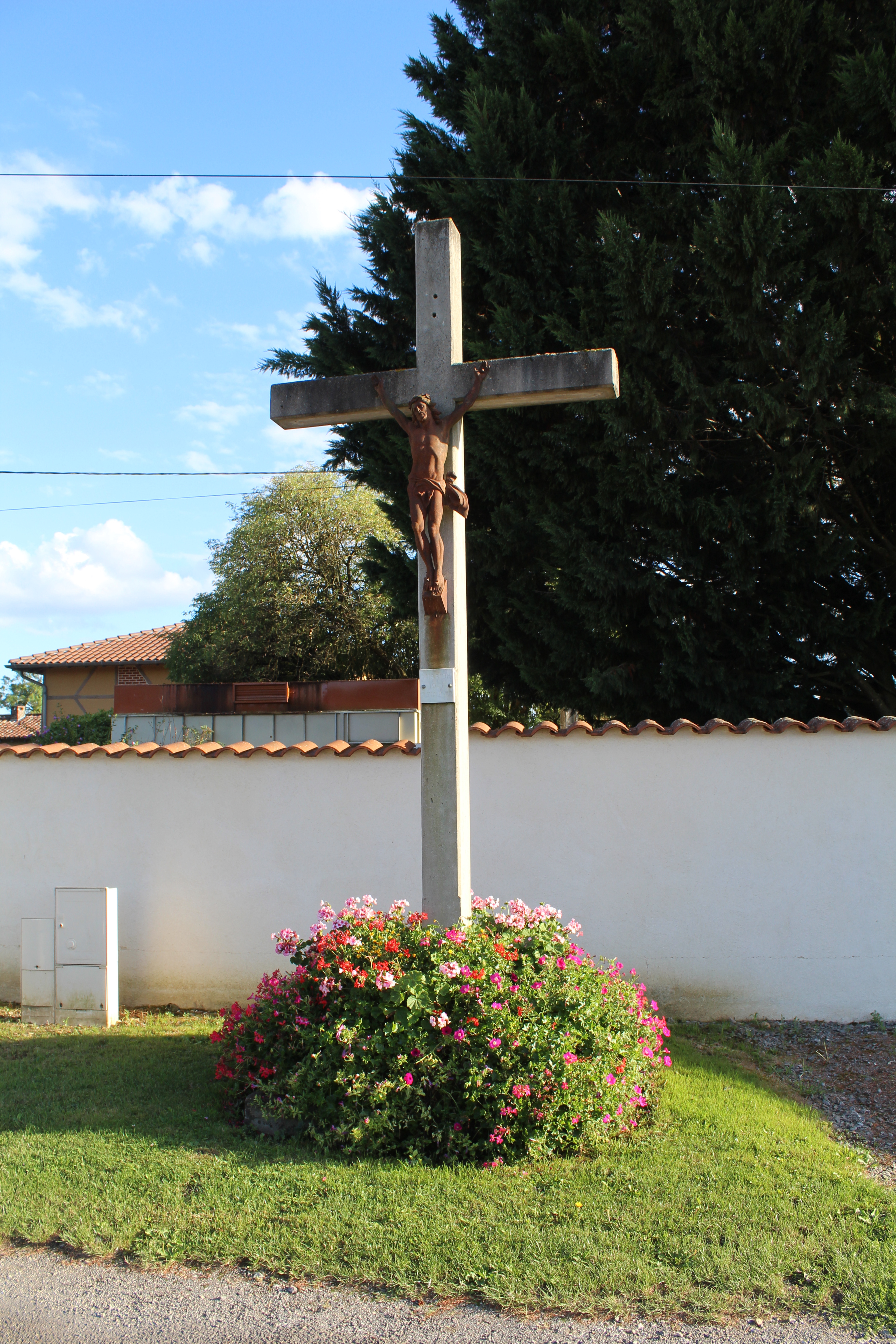
Croix de l'église.
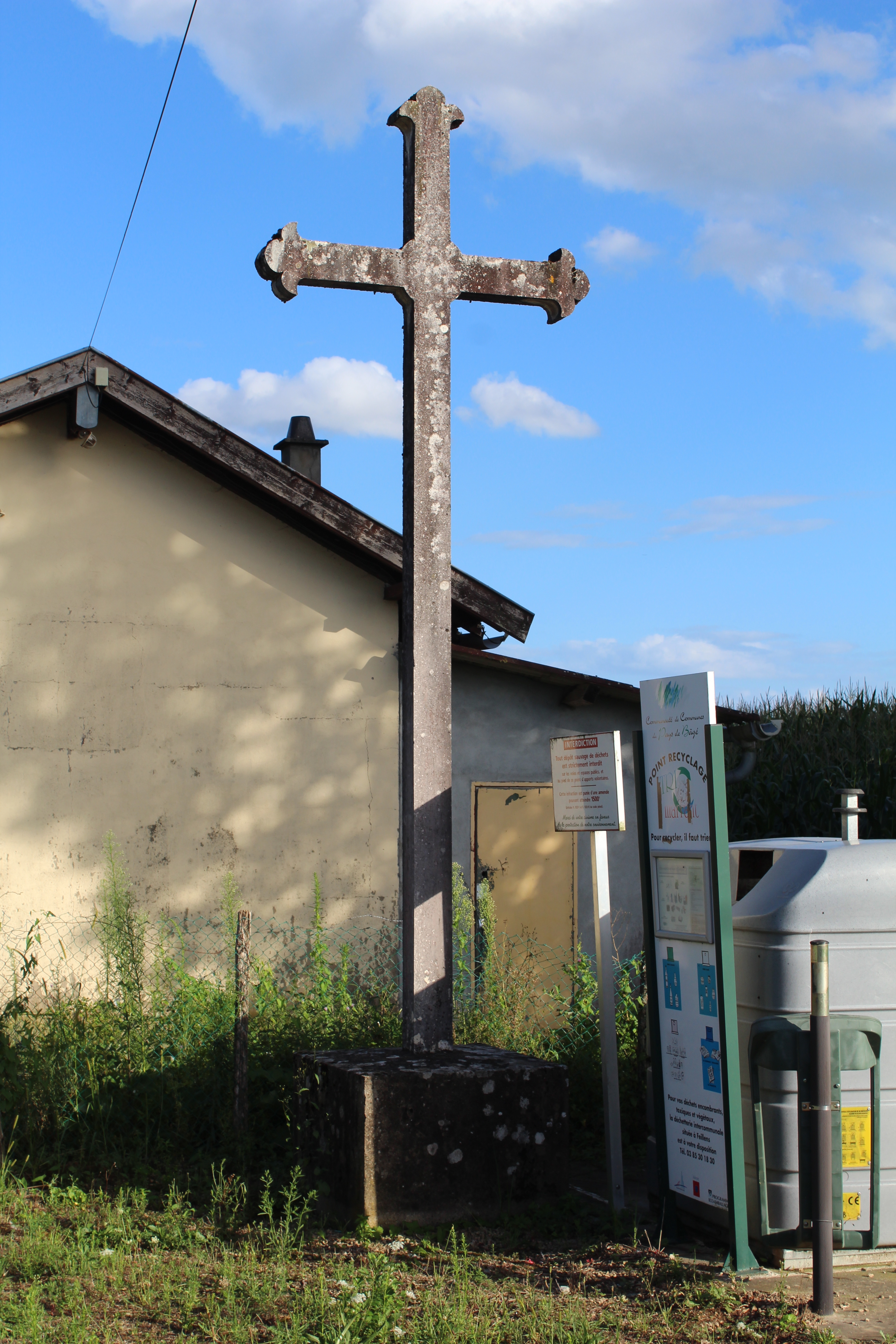
Croix Blanche.
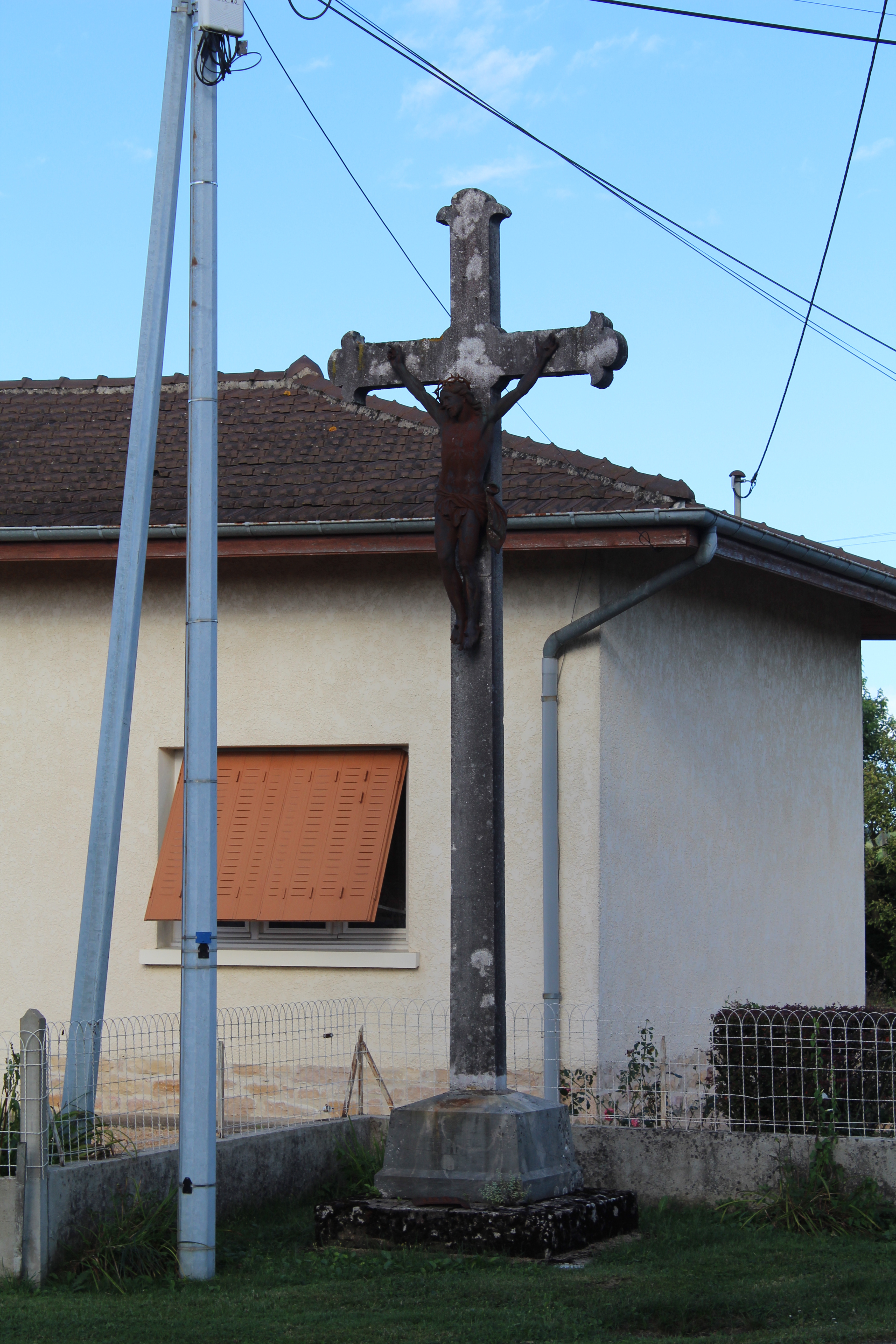
Croix de Coberthoud.

### Espaces verts et fleurissement
En 2019, le village obtient le niveau « une fleur » au concours des villes et villages fleuris.

### Gastronomie

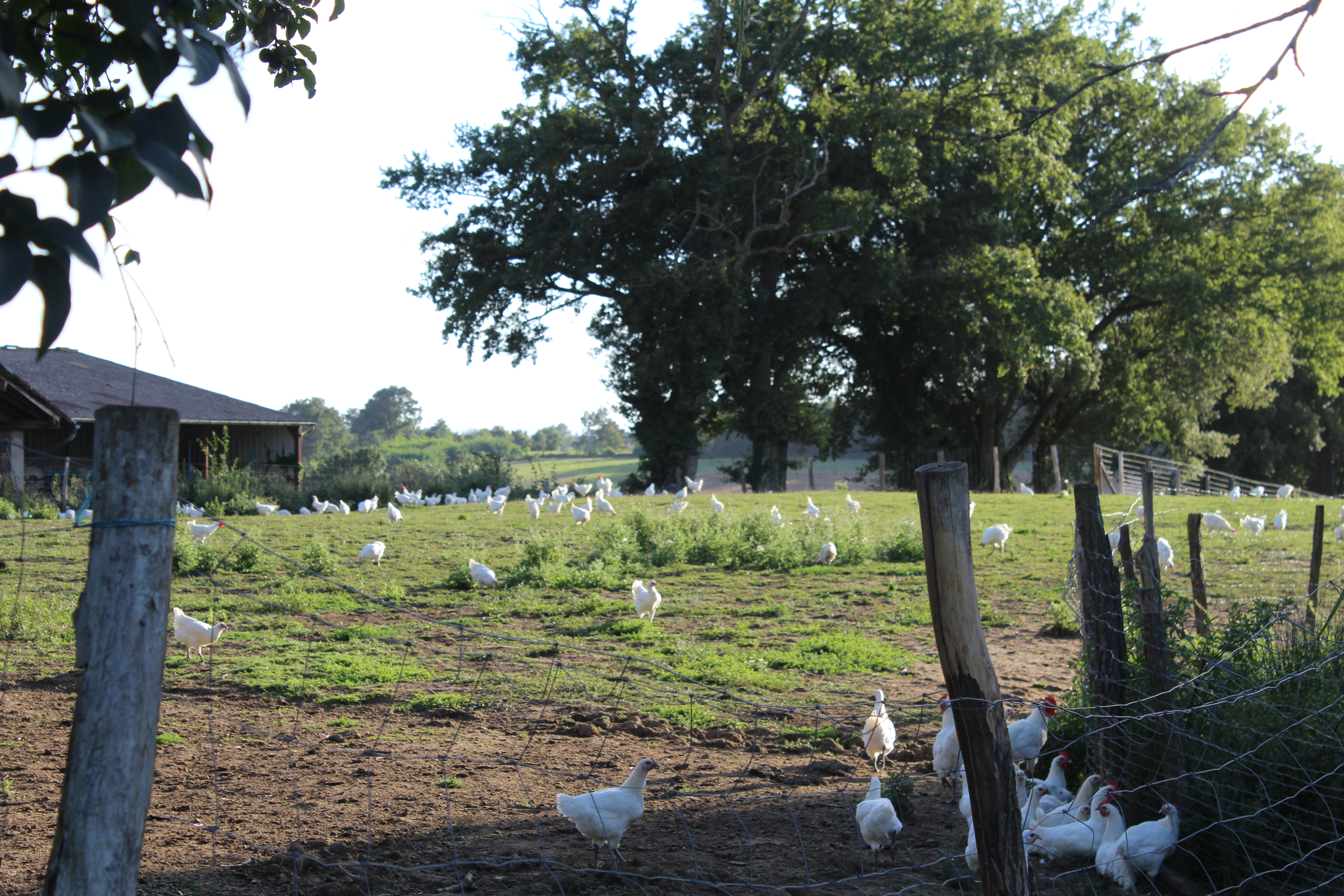
Poulets de Bresse à Longecour.

Les spécialités culinaires sont celles de la région bressane, c'est-à-dire la volaille de Bresse, les gaudes, la galette bressane, les gaufres bressanes, la fondue bressane.
La commune se situe dans l'aire géographique de l'AOC Crème et beurre de Bresse et de l'AOC Volailles de Bresse.
Elle a aussi l'autorisation de produire le vin IGP Coteaux de l'Ain (sous les trois couleurs, rouge, blanc et rosé).